# Ermita de la Mare de Déu de Gràcia de Cinctorres
L'ermita de la Mare de Déu de Gràcia, és un temple catòlic situat a uns dos quilòmetres al nord-oest de la població de Cinctorres, amb un accés pel camí que la uneix amb La Mata i la Todolella, catalogat com Bé de Rellevància Local per la Generalitat Valenciana.
La Mare de Déu de Gràcia és patrona de la població.

## Història
Al lloc actual de l'ermita s'elevava al segle xvi (1589) una ermita anterior, construïda per guardar una imatge de la Mare de Déu de Gracia, regal del bisbe de Tortosa Gaspar Punter a la població. Aquesta primitiva ermita es va derrocar el 1868, i s'hi va construir el nou temple sota la direcció de l'arquitecte Manuel Montesinos. La primera pedra es va col·locar el 17 de març d'aquest any pel paleta Cristóbal Bayarri, segons resa una llegenda inscrita en una pedra de la façana. Lesobres es van concloure el 1875.
Al maig de l'any 2018 s'hi va celebrar el 150 aniversari de la construcció i la població veïna de Vila-real, va participar en les festivitats, com que comparte devoció per aquesta advocació mariana.

## Descripció
L'ermita data de la darreria del segle xix, es va construir seguint les pautes de l'estil historicista, presenta planta rectangular amb tres crugies que utilitzen arcs de mig punt de maó per separar zones i serveixen al temps de suport per a la coberta que és de fusta a dues aigües.
Destaquen el seu absis, semicircular, i en el seu lateral esquerre la torre campanar, de maó, de planta quadrangular, per les seves dimensions desproporcionades pel que fa al volum de l'ermita.
Del seu interior, de nau única de 26 x 16 metres de longitud i amplària respectivament, cal destacar el recobriment del sostre amb volta paredada de maó, i la decoració neoclàssica, obra de Ramón Segura en 1873. La imatge de la Mare de Déu actual que és una rèplica de l'original, que era d'alabastre, i que va ser destruïda durant el conflicte bèl·lic del 36, se situa en un camarín acristalat en forma de templet circular, obra de l'escultor Josep Aiza.
L'ermita, que està exempta, té totes les seves façanes fetes de maçoneria amb reforços de carreus en les cantonades, material amb el qual es realitzen també els contraforts dels arcs. La porta d'accés al temple se situa en la testera i presenta un arc de mig punt de carreu. Sobre ella es pot observar un retaule ceràmic datat de finals del XIX i sobre ell un finestral construït a estil romànic al costat d'un óculo de reduïdes dimensions sota del hastial.

## Festes
Les festes patronals en honor de la Mare de Déu de Gràcia se celebren durant l'última setmana d'agost. Es realitzen mants actes religiosos i populars que inclouen un romiatge a la ermita a la qual també es peregrina el primer diumenge del mes de maig, per celebrar l'aniversari de la construcció. En les dues ocasions s'oficia missa, es reparteix la “prima” i es viu un dia festiu a l'entorn del santuari.